# Devgarh
Devgarh är en ort i Indien.   Den ligger i distriktet Rajsamand och delstaten Rajasthan, i den nordvästra delen av landet, 500 km sydväst om huvudstaden New Delhi. Devgarh ligger 638 meter över havet och antalet invånare är 17 500.
Terrängen runt Devgarh är huvudsakligen platt, men västerut är den kuperad. Runt Devgarh är det ganska tätbefolkat, med 192 invånare per kvadratkilometer. Det finns inga andra samhällen i närheten. Trakten runt Devgarh består i huvudsak av gräsmarker.